# سیارک ۱۳۲۱۱
سیارک ۱۳۲۱۱ (به انگلیسی: 13211 Stucky، نامگذاری:1997JH6) سیزده هزار و دویست و یازدهمین سیارک کشف شده‌است که در ۳ مه ۱۹۹۷ کشف شد.
قدر مطلق سیارک برابر ۲۴.۵ است.